# Chibchea aberrans
Chibchea aberrans là một loài nhện trong họ Pholcidae. Loài này được phát hiện ở Peru.